# Fragole (singolo)
Fragole è un singolo dei cantanti italiani Achille Lauro e Rose Villain, pubblicato il 12 maggio 2023.

## Descrizione
Il brano, scritto e composto dai due cantanti con Tropico insieme a Simon Pietro Manzari, è stato descritto da Lauro:
(Achille Lauro)

## Accoglienza
Claudio Cabona di Rockol sottolinea come l'unione dei due artisti generi «atmosfere e vibrazioni sexy ed estive» su di un brano fondato su una «struttura musicale reggae». Gabriele Fazio dell'Agenzia Giornalistica Italia definisce il brano «leggero e intrigante», che «riflette, finalmente, l’autentico spessore di Achille Lauro».
Fabio Fiume di All Music Italia ha assegnato al brano un punteggio di 6 su 10, scrive che musicalmente il brano sia l'unione tra «l’intercedere reggae e la linea melodica che profuma di anni 60», sebbene sia metricamente strutturato in «maniera molto semplice e non lascia certo pensare all’innovazione».

## Video musicale
Il video, diretto dal Leandro Manuel Emede, è stato pubblicato il 15 maggio 2023 sul canale YouTube del cantante.

## Tracce
Testi di Lauro De Marinis, Davide Petrella e Simon Pietro Manzari, musiche di Gregorio Calculli, Matteo Ciceroni e Mattia Cutolo.
1. Fragole – 3:29

## Formazione
- Achille Lauro – voce
- Rose Villain – voce
- Federico de Marinis – programmazione
- Matteo Ciceroni – programmazione, sintetizzatore
- Mattia Cutolo – programmazione, chitarra, batteria
- Gregorio Calculli – organo, chitarra
- Luca Faraone – chitarra, basso synth, ottoni
- Andrea Ferrara, Riccardo Castelli – chitarre
- Nicola Iazzi – basso elettrico

## Classifiche

### Classifiche settimanali
| Classifica (2023) | Posizione massima |
| ----------------- | ----------------- |
| Italia            | 7                 |

### Classifiche di fine anno
| Classifica (2023) | Posizione |
| ----------------- | --------- |
| Italia            | 28        |